# Heikant (Essen)
Heikant is een wijk in de gemeente Essen. Het dorp ligt in de Belgische provincie Antwerpen.
De woonwijk van Heikant ligt ten zuiden van de N125. Heikant telt 3380 inwoners en is daarmee de op twee na grootste wijk in Essen.
De plaatselijke parochie heeft als patroonheilige De Verrezen Heer.

## Geschiedenis
Er was al sprake van een hoeve in 1652. Henri Calmeyn was de bezitter en bewoner van het 400 ha grote domein Hemelrijk.
Calmeyn stierf in 1931; bij de dood van zijn vrouw in 1960 werd het domein verkocht en verkaveld.
Zo is de wijk Heikant ontstaan. In 1969 is de parochie Heikant de Verrezen Heer opgericht.

## Geografie
Heikant omvat het hele stuk tussen Spillebeek en de spoorlijn van Antwerpen naar Roosendaal, de grens met Nederland en Wildertse duintjes. In het noorden van de wijk is het bosrijke domein De Belder of Hemelrijk met de Klokhoeve gelegen. Heikant ligt ten noorden van de Achterste en Wildertse Duintjes. De wijk bestaat voornamelijk uit woningen, veel landbouw is er niet.
Heikant ligt ten westen van Essen-Centrum, het centrum van de gemeente waarmee het via de buurt Schildershof mee volgroeid is.

## Bezienswaardigheden
In de wijk is er het Sportpark met de sporthal gelegen, het Karrenmuseum, de oude NMBS-goederenloods en de Kiekenhoeve, een oude hoeve uit 1776. Verder werd in 1969 de Kapel van de Verrezen Heer in gebruik genomen. In 2017 werd er de laatste Mis opgedragen en in 2018 werd de kapel onttrokken aan de eredienst en in gebruik genomen door de Vrije Kleuterschool Mariaberg.

## Nabijgelegen kernen
Essen, Essen-Hoek, Wildert en Wouwse Plantage